# José María Alviña Fornesa
José María Alvinyà Fornesa (en catalán Josep María Alvinyà i Fornesa) (Seo de Urgel, 23 de abril de 1925 - Barcelona, 25 de mayo de 2000) fue un abogado y escritor español. 

## Familia
Hijo de José Alviñá Ramonet y de Piedad Fornesa Puigdemasa; pertenecía, por lo tanto, a dos familias urgelenses de gran renombre: los Alvinyà (o Albinyà y también Auvinyà), una de las familias más antiguas del Alto Urgel y de Andorra (Auvinyà - antiguamente Albinyà), y los Fornesa, con miembros de relieve como su abuelo Juan Fornesa Rodergas, fundador de la Banca Fornesa, sus tíos el Padre Ricardo Fornesa Puigdemasa, canónigo del Capítulo de la Catedral de Urgel y Obispo de Urgel (1940-1943), y Juan Fornesa Puigdemasa, empresario, o su primo Ricardo Fornesa Ribó, abogado del Estado y, entre otros, Presidente de Aguas de Barcelona/AGBAR, de La Caixa y de Criteria Caixa Corp.
Casado con Maria del Roser Rovira Pagès en 1949. De su matrimonio nacieron tres hijos: Jordi (08.02.1957), abogado; Josep Maria (10.12.1959), abogado; y Eva (09.03.1963 - 27.11.2000) poetisa. Jordi Alvinyà Rovira ha sido alto directivo de la Generalidad de Cataluña, entre otros ha sido Director General de Centros Docentes, Director General de Radiodifusión y Televisión y Secretario de Telecomunicaciones y Sociedad de la Información.

## Estudios
Estudió las enseñanzas primarias en su ciudad natal, se trasladó a Barcelona para estudiar el Bachillerato Superior, como interno en La Salle Bonanova .
Licenciado en Derecho por la Universidad de Barcelona, a los 19 años con un currículum académico extraordinario, consiguió la licenciatura en tan sólo dos cursos académicos.

## Trayectoria profesional
El 1949 hizo su viaje de bodas, que le llevó a Brasil, Uruguay y Argentina. Fruto de este viaje el matrimonio decidió quedarse en Buenos Aires (Argentina) donde residieron hasta 1951; durante este periodo ejerció de asesor jurídico en un gran holding del mundo de la construcción e inmobiliario y escribió sus primeras obras literarias. Retornados a Cataluña, se instalaron en Barcelona, donde abrió despacho de abogado, el Bufete Alviñá. Aquellos años colaboró profesionalmente con las empresas de los hermanos Julio y Álvaro Muñoz Ramonet , con quienes tenía vínculos familiares; entre otros, fue Secretario del Consejo de Hotel Ritz de Barcelona, S.A.. Posteriormente fundaría, con otras personas, Braun Ibérica, S.A., de la que sería el director general hasta que la actividad fue absorbida por la matriz alemana Braun GmbH , para constituir Braun Española,S.A.; en el nuevo periodo mantuvo sus vínculos con la filial española como Secretario del Consejo y asesor; finalmente, se desvinculó de la empresa cuando esta fue adquirida, en 1965, por la norteamericana The Gillette Company . Aparte de sus actividades como profesional del Derecho, siguió manteniendo la actividad de directivo empresarial en empresas de import-export, financieras, inmobiliarias y de otros sectores.

## Trayectoria política
El ejercicio de sus actividades profesionales lo llevaron a entrar en contacto con destacadas personalidades de la oposición democrática al régimen franquista y, a pesar de no haber pertenecido nunca a ninguna formación política, colaboró activamente y comprometida con los movimientos anti-franquistas, y de manera significativa con la dirección del PSUC.

## Obras literarias
De entre su producción literaria se puede destacar, en lengua española, la novela "Relatos de la noche de ánimas".